# Distrito de Sañayca
El Distrito de Sañayca es uno de los 17 distritos de la Provincia de Aymaraes  ubicada en el departamento de Apurímac, bajo la administración del Gobierno regional de Apurímac, en el sur del Perú.
Desde el punto de vista jerárquico de la Iglesia católica forma parte de la Diócesis de Abancay la cual, a su vez, pertenece a la Arquidiócesis de Cusco.

## Historia
El distrito fue creado mediante Ley No.10014 del 14 de noviembre de 1944.

## Autoridades

### Municipales
- 2023-2026:[3]
  - Alcalde: Vizgardo Tinco Cuaresma
  - Regidores : Candy Cruz Llachua, Nery Cuchillo Solorzano, Melquiades Chipana, Ceron Patccaña, Mariela Contreras Alarcon.

## Festividades
- Febrero 25:Carnavales
- Junio 29: San Pedro.
- Julio 28: Fiestas Patrias.
- Agosto 4: [Señor de Huarquiza].
- Agosto 15: [Virgen de Asunción].
- Agosto 30: [Santa Rosa de Lima].
- Octubre 18: [Señor de los Milagros de Pucahuasi]
- Noviembre 14: [Aniversario del Distrito de Sañayca].